# Arabis bijuga
Arabis bijuga là một loài thực vật có hoa trong họ Cải. Loài này được Watt mô tả khoa học đầu tiên năm 1881.